# NGC 7358
NGC 7358 је лентикуларна галаксија у сазвежђу Тукан која се налази на NGC листи објеката дубоког неба.
Деклинација објекта је - 65° 7' 18" а ректасцензија 22h 45m 36,3s. Привидна величина (магнитуда) објекта NGC 7358 износи 12,7 а фотографска магнитуда 13,7. NGC 7358 је још познат и под ознакама ESO 109-18, PGC 69664.